# HTC 버터플라이 S
HTC 버터플라이 S(HTC Butterfly S)는 HTC 코퍼레이션에서 2013년 6월에 출시한 안드로이드 1080p HD 해상도를 표현하는 스마트폰이다. HTC J 버터플라이의 후속 기종이다.

## 연혁
- 2013년 4월 : 제품 발표
- 2013년 6월 : 제품 출시

## 경쟁 기종
- 소니 엑스페리아 Z1
- 샤프 아쿠오스 SHL23
- 화웨이 어센드 D2
- ZTE 누비아 Z5
- 삼성 갤럭시 S4
- LG G2
- 팬택 베가 시크릿 업
- 팬택 베가 LTE-A

## 같이 보기
- HTC J 버터플라이
- HTC 원
- HTC 휴대 전화 목록